# Martin Piasek
Martin Piasek (* 8. Juni 1905 in Bonese; † 19. Februar 1990 in Leipzig) war ein deutscher Sinologe und Schüler von Eduard Erkes.

## Biografie
Martin Piasek wurde 1905 als Sohn eines Ziegelmeisters in Bonese (Kreis Salzwedel) geboren. Nach dem Besuch des Humanistischen Gymnasiums in Salzwedel erlernte er in Berlin den Beruf eines Industriekaufmanns. Im Februar 1934 wurde er wegen illegaler Tätigkeit für die KPD und Vorbereitung zum Hochverrat verhaftet und 10 Jahre in verschiedenen Haftanstalten gefangen gehalten. Nach Kriegsende studierte er von 1945 bis 1950 in Leipzig Sinologie und Russisch. 1952 wurde er wissenschaftlicher Mitarbeiter der Sächsischen Akademie der Wissenschaften. Von 1956 bis 1970 war er Lehrbeauftragter für Chinesisch und wissenschaftlicher Mitarbeiter am Ostasiatischen Institut der Karl-Marx-Universität Leipzig.
1958 promovierte er in Leipzig mit dem Thema „Form und Bedeutung des chinesischen Schriftzeichens ‚Siegel‘ und Betrachtungen zu den Versuchen, dieses Zeichen neu zu deuten“.

## Werke
- Wörterbuch Chinesisch–Deutsch. VEB Verlag Enzyklopädie, 1961 (mehrere Neuauflagen).
- Elementargrammatik des Neuchinesischen. Deutsche Fassung des grammatischen Lehrbuches der Universität Peking “Jy fa giau cai” [«語法教材»]. Leipzig: Harrassowitz, 1957 (mehrere Neuauflagen; chinesische Originalausgabe: 1953).
- Gesprochenes Chinesisch. Gesprächstexte mit interlinearer Aussprachebezeichnung und deutscher Übersetzung, ergänzt durch Lautlehre und Minimumgrammatik. Leipzig: VEB Verlag Enzyklopädie, 1973.
- Fabeln des chinesischen Altertums in moderner Sprache. Leipzig: VEB Verlag Enzyklopädie, 1961.
- Ist das Vorbild der lateinischen Grammatik für die grammatische Darstellung der chinesischen Sprache überholt? In: Wissenschaftliche Zeitschrift der Karl-Marx-Universität Leipzig X.4, S. 603–615.
- Form und Bedeutung des chinesischen Schriftzeichens „Siegel“ und Betrachtungen zu den Versuchen, dieses Zeichen neu zu deuten. Dissertation, Leipzig 1958.